# Малий Менеуз
Малий Менеу́з (рос. Малый Менеуз, башк. Кесе Мәнәүез) — село у складі Біжбуляцького району Башкортостану, Росія. Входить до складу Михайловської сільської ради.
Населення — 180 осіб (2010; 194 в 2002).
Національний склад:
- чуваші — 90 %